# Lissonotus kuaiuba
Lissonotus kuaiuba là một loài bọ cánh cứng trong họ Cerambycidae.